# Lars Åkerhielm den äldre
Lars Åkerhielm, född den 24 februari 1695 i Stockholm, död den 29 januari 1767, var en svensk militär och politiker. Han var son till Samuel Åkerhielm den äldre och bror till Samuel Åkerhielm den yngre. 

## Biografi
I olikhet med sin far och äldre bror valde Åkerhielm  den militära banan och inskrevs 1710 som volontär vid livgardet. Fänrik vid Södermanlands regemente 1711, deltog han i slaget vid Gadebusch och vid Tönningens belägring, där han blev fången men befriade sig själv, samt befordrades 1714 till löjtnant och 1716 till kapten. Ryttmästare vid Västgöta kavalleri 1717, deltog han i Karl XII:s norska fälttåg och erhöll vid Fredrikssten tre blessyrer. Åkerhielm avancerade sedermera vid sistnämnda regemente 1734 till major och 1741 till överstelöjtnant, blev 1746 överste för Nylands dragoner, 1747 generalmajor av kavalleriet, 1755 generallöjtnant, 1759 chef för Bohus dragonregemente, 1762 general av kavalleriet och 1763 chef för Gula husarerna. Han tog 1764 avsked ur krigstjänsten. 
Åkerhielm var även liksom brodern en framstående deltagare i sin tids politiska strider. Från 1734 till och med 1751–52 var han vid alla riksdagar medlem av sekreta utskottet. Till en början stod han på Hattarnas sida men började liksom brodern snart skygga tillbaka för deras äventyrliga planer. Sålunda manade han som ledamot av det förstärkta "sekretissimum" 1741 till betänksamhet i fråga om det ryska kriget. Vid 1746–47 års riksdag valdes Åkerhielm av sekreta utskottet till ledamot av den sekreta beredningen, som skulle handha de hemligaste ärendena, och till finansdeputerad. På sommaren 1747 avgick han till Finland som kommissarie vid gränsregleringen. Vid 1751 års riksdag var han på grund av sin förmedlande hållning allvarligt påtänkt som lantmarskalk och erhöll vid kungens kröning samma år friherrlig värdighet under namnet Åkerhielm till Blombacka.

### Familj
Lars Åkerhielm gifte sig den 26 december 1721 med Margareta Göthenstierna (1704–1736) och fick med henne 11 barn, däribland Samuel Åkerhielm och Carl Vilhelm Åkerhielm